# 나쁜소설
《나쁜소설》은 KBS에서 2006년 10월 7일에 방영한 HDTV 문학관이다.
계간지 실천문학 2005년 봄호에 실린 이기호 작가의 《나쁜소설》을 뼈대로 하여, 계간지 문예중앙 2005년 봄호에 실린 《누구나 손쉽게 만들 수 있는 야채볶음흙》과 단편집 《최순덕 성령 충만기》에 수록된 〈백미러 사나이 - 사물이 눈에 보이는 것보다 가까이 있음〉을 가미하여 각색하였다. 많은 이들은 적지 않는 매체, 영화에서 현대 사회의 불행을 야기시키는 요인 중 하나로 제기하고 있는 인간 상호관의 커뮤니케이션 부재 혹은 미숙이라는 통설에 대해 의문을 제기한다.

## 기획 의도
5.16, 10.26, 5.18을 겪으며 왜곡된 한국 현대사의 흐름 속에서 언더그라운등의 삶을 살아갈 수밖에 없었던 소년의 사람과 슬픔이 몽환적인 무대를 통해 펼쳐진다.

## 등장 인물

### 주요 인물
- 이재응 : 재선 역 (성인 김재만)
- 조은지 : 영자 역 (성인 김은주)
- 이원종 : 만근 역 - 재선의 아버지
- 방은희 : 순복 역 - 재선의 어머니

### 그 외 인물
- 김재만
- 류종원 : 인영 역 (성인 지상렬)
- 박미숙 : 미옥 역
- 유종혁
- 신민규
- 홍승모
- 윤인구
- 최창석
- 권연희
- 황정민
- 오유경
- 이정민
- 이달형
- 김광규
- 안석환 : 정훈장교 역
- 지상렬
- 김윤태
- 김상원
- 유형관
- 조양자
- 김은주